# 묘코지역
묘코지역(일본어: 妙興寺駅)은 일본 아이치현 이치노미야시에 위치한 나고야 철도 나고야 본선의 철도역이다. 역 번호는 NH 49이며, 상대식 승강장 2면 2선의 구조를 갖춘 고가역이다.

## 타는 곳
| 1 | ■ 나고야 본선 | 하행 | 이치노미야 · 가사마쓰 · 기후 방면 |
| 2 | ■ 나고야 본선 | 상행 | 고노미야 · 스카구치 · 나고야 방면 |

## 이용 현황
- 2013년 기준 : 2,302명

## 역 주변
- 묘코지
- 이치노미야 시 박물관

## 인접 역
| 나고야 철도 나고야 본선          | 나고야 철도 나고야 본선 | 나고야 철도 나고야 본선                    |
| -------------------------------- | ----------------------- | ------------------------------------------ |
| NH 48 시마우지나가 도요하시 방면 | ■ 나고야 본선           | 메이테쓰이치노미야 NH 50 메이테쓰기후 방면 |